# Aree naturali protette in Italia

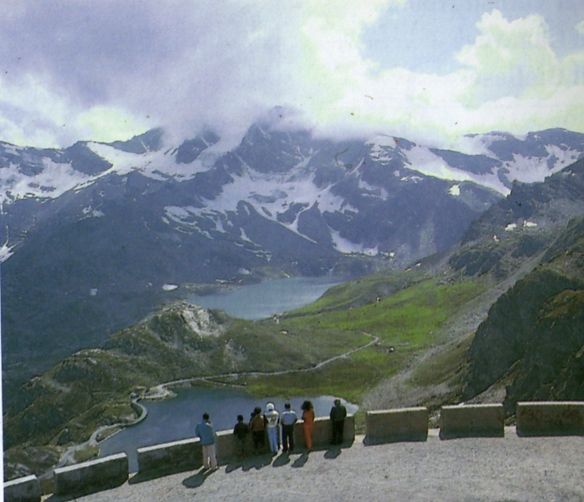
Parco nazionale del Gran Paradiso

In Italia, un po' prima dell'attenzione all'ambiente inteso come sistema naturale, si svilupparono approcci alla tutela dei beni culturali e del paesaggio. I primi abbozzi di discussione parlamentare sulla questione della conservazione si devono all'azione di due deputati: il ravennate Luigi Rava, allora Ministro di Agricoltura, Industria e Commercio, ed il fiorentino Giovanni Rosadi, estensori della Legge 441 del 1905 sulla "inalienabilità dei relitti della pineta della costiera di Ravenna". In occasione della votazione finale del provvedimento, il Governo stesso fu invitato dalla Camera dei deputati a "presentare un disegno di legge per la conservazione delle bellezze naturali che si connettono alla letteratura, all'arte, alla Storia d'Italia", a dimostrazione della concezione estetico-culturale che permeava la questione della tutela della natura.

## Caratteristiche

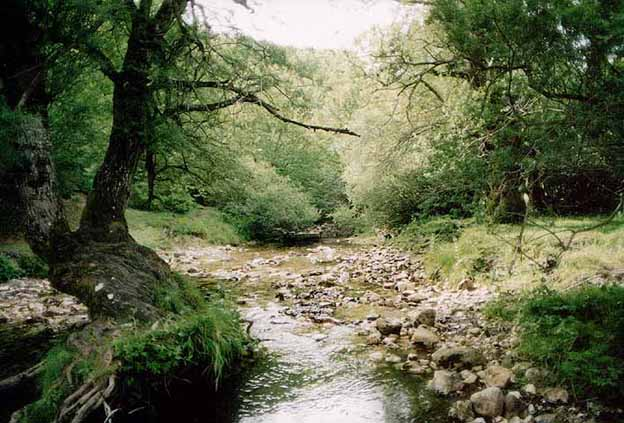
Parco nazionale d'Abruzzo, Lazio e Molise

Rosadi legherà il suo nome alla presentazione di una serie di progetti di legge, tra cui la storica Legge 364/1909 per la tutela "delle antichità e delle belle arti", che culmineranno nella estensione della Legge 778/1922 "per la tutela delle bellezze naturali e degli immobili di particolare interesse storico", basata sul disegno di legge Benedetto Croce del 1920 e detta pertanto Legge Croce. L'atto normativo, nonostante i suoi meriti, mantiene l'impostazione strettamente estetica crociana propria del dibattito di quegli anni, con scarsa attenzione per la protezione dell'ambiente a fini scientifici o in considerazione del valore intrinseco del patrimonio naturale.
A pochi mesi dalla Legge 778, l'insediamento di Mussolini al Governo apre per l'Italia la stagione dei grandi parchi nazionali: a 10 anni dalla lettera di Giovanni Giolitti al Prof. Valerio Galli in cui si era dimostrato favorevole alla creazione di un Parco Nazionale, nel 1920, fu lo stesso re Vittorio Emanuele III a donare allo Stato italiano i 2.100 ettari della sua riserva di caccia affinché vi si istituisse un Parco Nazionale. Con il Regio Decreto 1584 del 3 dicembre 1922 veniva istituito il Parco Nazionale del Gran Paradiso; pochi giorni dopo, l'11 gennaio 1923, venne legalizzato anche il Parco Nazionale d'Abruzzo dalla quale aveva prima una sede provvisoria; nel 1934, fu istituito il Parco Nazionale del Circeo e, l'anno successivo, il Parco Nazionale dello Stelvio.
Il criterio utilizzato per le prime norme di tutela fu quello estetico, e da questo non fu esente la Legge 1497/1939 sulla tutela paesaggistica. Va comunque sottolineato che tale provvedimento fu più completo dei precedenti e, pur riconoscendo all'idea di "bellezza naturale" il principio discriminante nell'indirizzare le politiche di conservazione della natura, per la prima volta introdusse un carattere di "rilevanza scientifica", rappresentato dalla "singolarità geologica" del bene destinato a tutela. Con la promulgazione della Costituzione repubblicana viene riconosciuto, come uno dei principi fondamentali, la tutela del paesaggio (art. 9 comma 2). Inoltre, le finalità scientifiche della conservazione prendono il sopravvento, con innegabili vantaggi, ma anche con rigidità e contrasti, per la tutela del patrimonio ambientale nazionale.

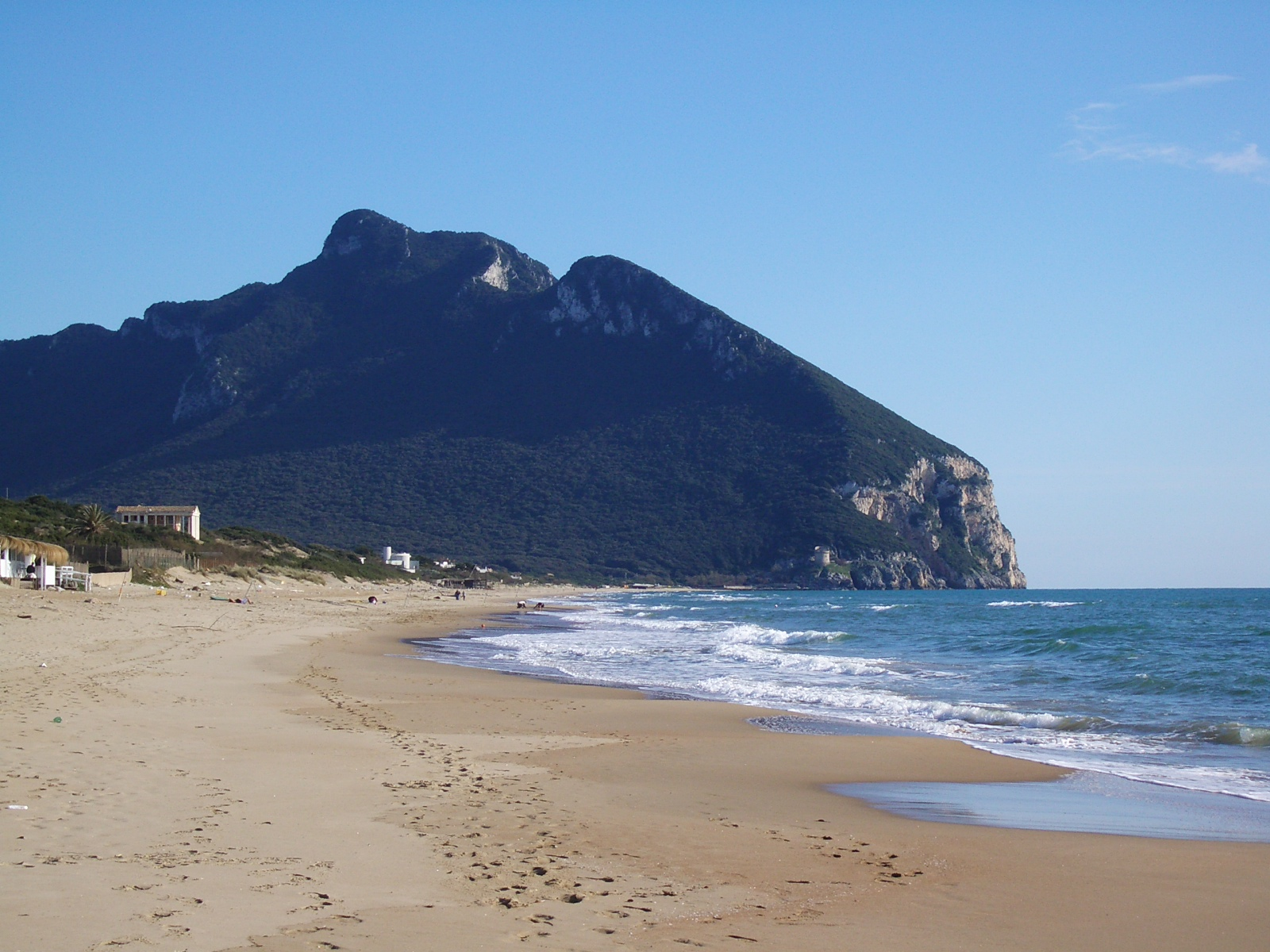
Parco nazionale del Circeo

Il 6 dicembre 1991 è stata definita la classificazione delle aree naturali protette dalla Legge quadro 394/91, costituita da 38 articoli; i primi 7 enunciano i principi generali, dall'art. 8 all'art. 21 sono trattate le aree naturali protette nazionali, dall'art. 22 all'art. 28 le aree naturali protette regionali e dall'art. 29 all'art. 38 le disposizioni finali e transitorie. L'Elenco ufficiale delle aree naturali protette (EUAP) è un elenco stilato, e periodicamente aggiornato, dal Ministero dell'Ambiente e della Tutela del Territorio e del Mare - Direzione per la Protezione della Natura, che raccoglie tutte le aree naturali protette, marine e terrestri, ufficialmente riconosciute. L'elenco attualmente in vigore è quello relativo al 6º Aggiornamento approvato il 27 aprile 2010 e pubblicato nel Supplemento ordinario n. 115 alla Gazzetta Ufficiale n. 125 del 31 maggio 2010.
L'istituzione dei parchi marini è regolata dalla Legge 979/82 "per la difesa del mare" e dalla Legge quadro sulle aree protette. Il concetto ispiratore è di promuovere un "uso sostenibile" per cui le attività umane si compenetrino con gli habitat e gli ecosistemi naturali senza causare motivi di attrito.
La legge 426/1998 "nuovi interventi in campo ambientale" all'art. 2,37 recita che la gestione delle aree protette marine previste dalle leggi del 31 dicembre 1982, n. 979, e del 6 dicembre 1991, n. 394, è affidata ad enti pubblici, istituzioni scientifiche o associazioni ambientaliste riconosciute, aprendo anche ad una gestione integrata pubblico/privato delle stesse.

## Legislazione

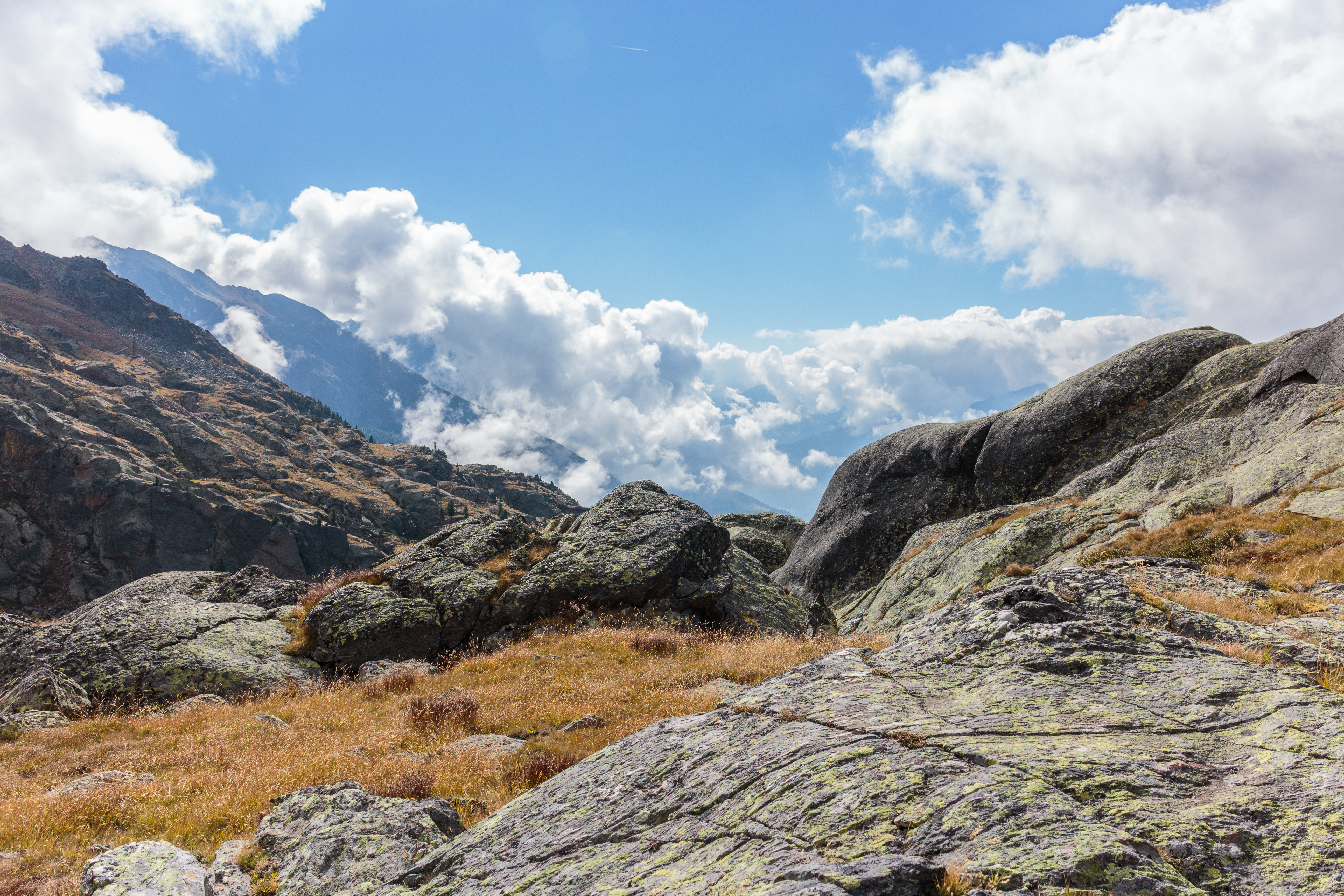
Parco nazionale dello Stelvio

In Italia, le aree naturali protette sono riconosciute ufficialmente dallo Stato se rispondono a determinati criteri stabiliti dalla Legge quadro 394/91. In particolare, la legge dispone la costituzione di un apposito Comitato per le aree naturali protette, formato dai Ministri dell'ambiente, delle politiche agricole, dei beni culturali, delle infrastrutture e dell'istruzione (o da sottosegretari delegati) e da sei presidenti di regione o di provincia autonoma (o assessori delegati), designati dalla Conferenza permanente per i rapporti tra lo Stato, le regioni e le province autonome, con il compito di approvare l'elenco ufficiale delle aree naturali protette (art. 3, comma 4, lett. c). L'iscrizione nell'elenco è condizione necessaria per l'assegnazione di finanziamenti da parte dello Stato, attraverso il Piano territoriale delle aree protette.
Attualmente il sistema delle aree naturali protette è suddiviso in parchi e riserve, istituite a livello nazionale o regionale e aree marine protette. Sulla scena di questo processo si stanno ora affacciando (a seguito dell'approvazione della Legge quadro nazionale e della Legge 142/90 sul decentramento delle competenze) anche le Province con la creazione di proprie aree protette.

### Direttiva Habitat
Il ministero dell'ambiente ha promosso un programma di ricerca che completa la legislazione comunitaria sulla protezione della natura e la conservazione di flora e fauna selvatica e Habitat. È stato costruito un programma che prevede una rete in Europa che si occupa della conservazione in determinate zone chiamato Natura 2000.
La direzione prevede che gli stati appartenenti all'Unione Europea contribuiscano alla costruzione di Natura 2000 attraverso la costruzione di determinati Habitat che contribuiscono a mantenere o riparare determinati tipi di specie naturali o Habitat stessi. La commissione europea ha il compito di realizzare un unico elenco definitivo valutando gli elenchi nazionali. Nel 2001, La Commissione ha emanato le linee guida che incoraggiano l'autofinanziamento e l'esternalizzazione delle attività non strategiche, in un'ottica di riduzione dei costi.

### Criteri per l'iscrizione delle aree naturali protette

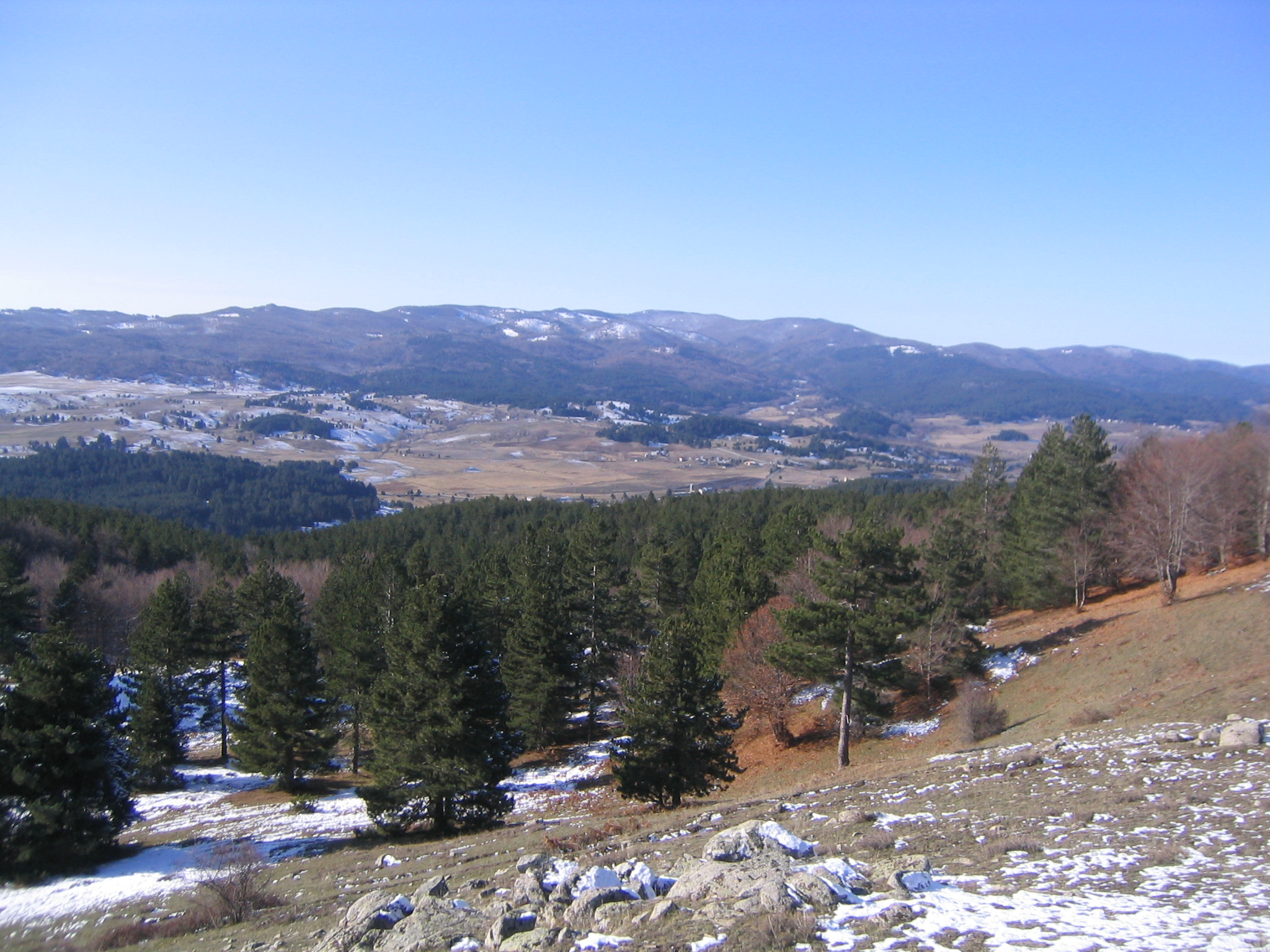
Parco nazionale della Calabria (Sila)

Nell'elenco ufficiale delle aree naturali protette vengono iscritte tutte le aree che rispondono ai criteri di seguito descritti, stabiliti con Delibera del Comitato Nazionale per le Aree Naturali Protette del 1º dicembre 1993:
- Soggetti titolati a presentare domanda di iscrizione. Il soggetto titolato a presentare domanda di iscrizione è quello che ha istituito l'area protetta, ovvero il soggetto gestore provvisto di apposita delega.
- Esistenza di provvedimento istitutivo formale pubblico o privato. Può trattarsi: di una legge o provvedimento equivalente statale o regionale; di un provvedimento emesso da altro ente pubblico; di un atto contrattuale tra il proprietario dell'area e l'ente che la gestisce nel quale siano specificate le finalità di salvaguardia dell'ambiente.
- Esistenza di perimetrazione. Deve esistere una documentazione cartografica comprovante la perimetrazione dell'area.
- Valori naturalistici. Presenza di formazioni fisiche, geologiche, geomorfologiche, biologiche o gruppi di esse di rilevante valore naturalistico e ambientale (art. 1, comma 2 della Legge 394/91) e/o esistenza di valori naturalistici, così come previsto dall'art. 2 commi 2 e 3 della legge citata.
- Coerenza con le norme di salvaguardia previste dalla Legge 394/91. Ciò riguarda, tra l'altro, l'esistenza del divieto di attività venatoria nell'area. Questo comporta che, nel caso di aree protette in parte delle quali viene esercitata l'attività venatoria, potrà essere iscritta nell'Elenco solamente la parte nella quale vige il divieto di caccia.
- Gestione dell'area. Deve essere garantita una gestione da parte di Enti, Consorzi o altri soggetti giuridici; oppure la gestione può essere affidata con specifico atto a diverso soggetto pubblico o privato.
- Esistenza di bilancio o provvedimento di finanziamento. Deve essere comprovata l'esistenza di una gestione finanziaria dell'area, anche se questa è solamente passiva.

## Classificazione

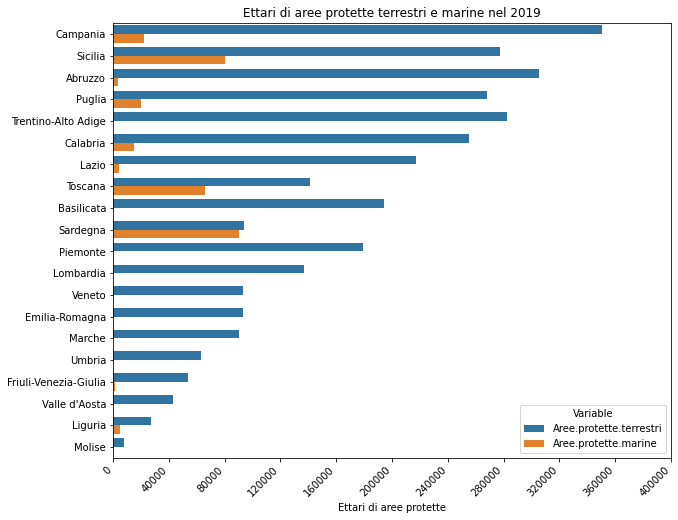
Fonte [https://indicatoriambientali.isprambiente.it/it/aree-tutelate ISPRA

Attualmente il sistema delle aree naturali protette è classificato come segue:

### Parchi nazionali
Ai sensi della Legge 394/1991, art. 2, comma 1, i Parchi Nazionali "sono costituiti da aree terrestri, marine, fluviali, o lacustri che contengano uno o più ecosistemi intatti o anche parzialmente alterati da interventi antropici, una o più formazioni fisiche, geologiche, geomorfologiche, biologiche, di interesse nazionale od internazionale per valori naturalistici, scientifici, culturali, estetici, educativi e ricreativi tali da giustificare l'intervento dello Stato per la loro conservazione".
Il parco nazionale presenta una gestione di un territorio ampio, variegato, con una significativa presenza umana, è istituito e dipende dal Ministero dell'Ambiente, integra e completa la salvaguardia operata dai parchi regionali, e viceversa, occupandosi di territori alquanto vasti (almeno per la realtà italiana) e coinvolgendo diverse decine di Comuni. Oltre alla pianificazione e alla vigilanza dunque, il parco nazionale deve esaltare la sua missione di strumento di collegamento e valorizzazione delle realtà locali che devono trovare nella bellezza del territorio su cui abitano l'elemento di coesione, la risorsa chiave del loro sviluppo.
Oggi, in Italia, vi sono 24 parchi nazionali istituiti che coprono complessivamente oltre un milione e mezzo di ettari, pari al 5% circa del territorio nazionale.

### Parchi regionali
Ai sensi della Legge 394/1991, art. 2, comma 2, i Parchi Regionali "Sono costituiti da aree terrestri, fluviali, lacustri ed eventualmente da tratti di mare prospicienti la costa, di valore ambientale e naturalistico, che costituiscano, nell'ambito di una o più regioni adiacenti, un sistema omogeneo, individuato dagli assetti naturalistici dei luoghi, dai valori paesaggistici e artistici e dalle tradizioni culturali delle popolazioni locali".
I parchi naturali regionali, oltre ad aumentare sensibilmente la complessiva superficie di territorio nazionale protetto, hanno dato l'avvio ad una stagione di dibattito e di innovazione concettuale sui temi della forma, del ruolo e della gestione delle aree protette.
In particolare le aree protette regionali, sulla base delle analoghe esperienze condotte in altri Paesi europei, hanno saputo adattare il primitivo modello di parco nordamericano alla complessa realtà dell'antropizzato mondo italiano. La novità apportata da questi parchi è stata quella di aver cercato di coniugare la conservazione delle risorse naturali con l'uso sociale delle stesse e con la ricerca dello sviluppo compatibile per le popolazioni insediate.
I parchi si sono così proposti come terreno di sperimentazione ecologica permanente, dove, con un nuovo approccio culturale ed economico, si riesca a definire un modello di gestione territoriale da estendere al resto del Paese.
Le aree protette regionali coprono oggi una superficie di più di un milione di ettari.

### Riserve naturali
Ai sensi della Legge 394/1991, art. 2, comma 3, le Riserve Naturali "Sono costituite da aree terrestri, fluviali, lacustri o marine che contengano una o più specie naturalisticamente rilevanti della fauna e della flora, ovvero presentino uno o più ecosistemi importanti per la diversità biologica o per la conservazione delle risorse genetiche".
Le Riserve Naturali dello Stato e delle regioni a statuto speciale si dividono in varie tipologie a seconda delle priorità protezionistiche ad esse accordate.
- Nelle Riserve Naturali Integrali (art. 12, comma 2, lettera a) vengono rigorosamente tutelate le risorse naturali limitando la presenza umana a scopi strettamente scientifici e di sorveglianza.
- Nelle Riserve Naturali Orientate (art. 12, comma 2, lettera b) l'indirizzo gestionale è volto ad una fruizione controllata e proporzionata alle caratteristiche ambientali dei territori. In tali Riserve vengono messe in atto strategie di gestione finalizzate non solo alla conservazione ma anche allo sviluppo delle piene potenzialità naturalistiche dei territori. Inoltre vi sono promossi programmi di educazione naturalistica per favorire forme di turismo compatibile più rispettose e consapevoli nei confronti dell'ambiente.
- Le riserve naturali speciali, sono particolari aree protette.
- Le Riserve Naturali Biogenetiche sono volte principalmente alla tutela di aree prioritarie per la tutela del patrimonio genetico delle specie animali e vegetali presenti.

1. Elenco delle riserve naturali statali italiane
2. Elenco delle riserve naturali regionali italiane
3. Elenco delle riserve naturali orientate italiane
4. Elenco delle riserve naturali guidate italiane
5. Elenco delle riserve naturali controllate italiane
6. Elenco delle riserve naturali speciali italiane
7. Elenco delle riserve naturali integrali italiane

### Zone umide
Le zone umide sono costituite da paludi, aree acquitrinose, torbiere oppure zone di acque naturali od artificiali, comprese zone di acqua marina la cui profondità non superi i sei metri (quando c'è bassa marea) che, per le loro caratteristiche, possano essere considerate di importanza internazionale ai sensi della Convenzione di Ramsar.
Il fattore limitante in tali aree è rappresentato dall'acqua, il cui livello può subire nel corso dell'anno oscillazioni anche di notevole rilievo. Tali ecosistemi sono quindi aree a rischio, soggette a forti impatti ambientali.
Le zone umide e le comunità vegetali di piante acquatiche hanno subito nel corso di questo secolo una riduzione nel numero, nell'estensione e nelle loro qualità e complessità.
Cause di tale declino sono: interrimenti naturali, bonifiche (da ricordare che la stessa Costituzione Italiana all'art. 44 considera l'intervento di bonifica di tali aree quale azione preliminare per il “razionale sfruttamento del suolo”), drenaggi, ma anche inquinamento.
La Convenzione sulle zone umide di importanza internazionale, soprattutto come habitat degli uccelli acquatici, è stata firmata a Ramsar, in Iran, il 2 febbraio 1971. L'atto viene siglato nel corso della "Conferenza Internazionale sulla Conservazione delle Zone Umide e sugli Uccelli Acquatici", promossa dall'Ufficio Internazionale per le Ricerche sulle Zone Umide e sugli Uccelli Acquatici (IWRB- International Wetlands and Waterfowl Research Bureau) con la collaborazione dell'Unione Internazionale per la Conservazione della Natura (IUCN - International Union for the Nature Conservation) e del Consiglio Internazionale per la protezione degli uccelli (ICBP - International Council for bird Preservation).
L'evento internazionale determina un'autorevole svolta nella cooperazione internazionale per la protezione degli habitat, riconoscendo l'importanza ed il valore delle zone denominate "umide", ecosistemi con altissimo grado di biodiversità, habitat vitale per gli uccelli acquatici.

### Aree marine protette
Le aree marine protette (la cui istituzione è regolata dalla Legge 979/1982 "per la difesa del mare" e dalla Legge 394/1991 (Legge quadro), sono costituite da ambienti marini, dati dalle acque, dai fondali e dai tratti di costa prospicienti, che presentano un rilevante interesse per le caratteristiche naturali, geomorfologiche, fisiche e biochimiche con particolare riguardo alla flora e alla fauna marine e costiere e per l'importanza scientifica, ecologica, culturale, educativa ed economica che rivestono. Ogni area è suddivisa in tre tipologie di zone con diversi gradi di tutela. La tipologia di queste aree varia in base ai vincoli di protezione, ma in linea di massima sono costituite da tratti di mare, costieri e non, in cui le attività umane sono parzialmente o totalmente limitate.
Ad oggi, in Italia, le aree marine protette istituite ai sensi delle citate leggi sono 30 e tutelano complessivamente circa 2.661.719 ettari di mare.

### Altre aree protette
Sono aree che non rientrano nelle precedenti classificazioni; ad esempio: Aree Naturali Protette Regionali, monumenti naturali, parchi suburbani, parchi provinciali, oasi di associazioni ambientaliste (WWF, Pro Natura, LIPU, Legambiente). Possono essere a gestione pubblica o privata, con atti contrattuali quali concessioni, o forme equivalenti.
Particolarmente interessanti sono gli istituti e le aree destinate alla protezione della fauna selvatica previste dalla Legge 157/1992 e la cui estensione complessiva deve essere compresa tra il 20% e il 30% della superficie agro-silvo-pastorale (SAU) provinciale. Più in dettaglio tali aree sono costituire da:
a) Oasi di protezione (art. 10, comma 8, lettera a) destinate al rifugio, alla riproduzione ed alla sosta della fauna selvatica;
b) Zone di Ripopolamento e Cattura (ZRC, art. 10, comma 8, lettera b), destinate alla riproduzione della fauna selvatica allo stato naturale ed alla cattura della stessa per l'immissione sul territorio in tempi e condizioni utili all'ambientamento fino alla ricostituzione e alla stabilizzazione della densità faunistica ottimale per il territorio;
c) Centri Pubblici di Riproduzione della Fauna Selvatica allo stato naturale (art. 10, comma 8, lettera c), ai fini di ricostituzione delle popolazioni autoctone.